# Кент-Нерроус (Меріленд)
Кент-Нерроус (англ. Kent Narrows) — переписна місцевість (CDP) в США, в окрузі Графство королеви Анни штату Меріленд. Населення — 612 особи (2020).

## Географія
Кент-Нерроус розташований за координатами 38°58′15″ пн. ш. 76°13′58″ зх. д. / 38.97083° пн. ш. 76.23278° зх. д. (38.970861, -76.232893).  За даними Бюро перепису населення США в 2010 році переписна місцевість мала площу 8,35 км², з яких 2,56 км² — суходіл та 5,79 км² — водойми.

## Демографія
Згідно з переписом 2010 року, у переписній місцевості мешкало 567 осіб у 298 домогосподарствах у складі 183 родин. Густота населення становила 68 осіб/км².  Було 415 помешкань (50/км²).
Расовий склад населення:
| - 97,4 % — білих - 1,6 % — чорних або афроамериканців - 0,7 % — азіатів |

До двох чи більше рас належало 0,4 %. Частка іспаномовних становила 0,2 % від усіх жителів.
За віковим діапазоном населення розподілялося таким чином: 8,1 % — особи молодші 18 років, 61,4 % — особи у віці 18—64 років, 30,5 % — особи у віці 65 років та старші. Медіана віку мешканця становила 58,2 року. На 100 осіб жіночої статі у переписній місцевості припадало 102,5 чоловіків;  на 100 жінок у віці від 18 років та старших — 103,5 чоловіків також старших 18 років.
Середній дохід на одне домашнє господарство  становив 137 952 долари США (медіана — 86 771), а середній дохід на одну сім'ю — 187 617 доларів (медіана — 150 875). 
Цивільне працевлаштоване населення становило 242 особи. Основні галузі зайнятості: науковці, спеціалісти, менеджери — 26,9 %, мистецтво, розваги та відпочинок — 16,1 %, роздрібна торгівля — 11,2 %, освіта, охорона здоров'я та соціальна допомога — 11,2 %.